# 美國國民警衛局
國民警衛局（英語：National Guard Bureau，縮寫为NGB）是負責管理美國國民警衛隊的聯邦機構，是美國陸軍部和空軍部的聯合局。由1903年《民兵法》創建，布希总统簽署的《 2008財政年度國防授權法》將國民警衛隊提升為國防部的功能，同時任命了美國空軍的克雷格·R·麥金萊將軍為局長，將國民警衛隊局長從三星中將升為四星上將。國民警衛局作為參謀部和行動機構都享有獨特的地位。